# ロデオ (チリ)
チリのロデオ (スペイン語: Rodeo chileno,英語: Chilean rodeo) は、チリの農村部で催行されているアニマルスポーツであり、北アメリカで行われるロデオと同じ名前を持つ。ルールはコレオに似る。1962年以来、最も人気のあるスポーツがサッカーとされた後も、国民のスポーツとして人気を保っている。
チリで行われているロデオは北アメリカでのロデオのルールと異なり、2人のウアッソと2頭の馬で作られるチーム (collera) が雄牛を停止させる。ロデオを行う会場は60m程度の半径の三日月形の囲い (en:medialuna) で囲まれている。
2004年にはより著名なスポーツとなり、多くの観衆がプロサッカーマッチに行くよりロデオのイベントを観戦する方を選んだ。

## 歴史
チリのロデオの誕生は16世紀のチリ総督 (en) であったガルシア・ウルタード・デ・メンドーサ (en) まで遡る。当時、チリの牛は個体を特定されておらず、そのため牛が失われることも珍しくなかった。ウルタード総督によって、牛の損失を未然に防ぐため、牛に焼き印を押し、選別させるために7月24日から7月25日にかけてサンティアゴのアルマス広場に集められることになった。
後に、この牛の集会は義務化されたが、日にちは10月7日の聖マルコ記念日に変更された。そして、集会の目的も変化はなかったが、ライダーたち (collera) は一定数の牛を広場の策囲いに移動させるために乗牛・乗馬技術が訓練されるようになった。
ロデオは1962年1月10日に、チリ・オリンピック委員会で国技と制定された。同年5月22日からはチリ・ロデオ協会（スペイン語: en:Federación del Rodeo Chileno）によって管理されるようになった。

チリ・ロデオ協会は、国内のスポーツ競技イベントの多くが都市部に集中しているため、国内の観衆の多くがロデオが行われている地方の農村部にまで達しないこと、およびチリ政府がチリのロデオに対し資金を投入しないことに対して批判を行っている。にもかかわらず、多くのチリ・ロデオファンによる委任・サポートによって、特に農村地域における国内2番目の人気を誇るスポーツとして国民の人気を維持している。